# Gerry Brady (Politiker)
Gerard „Gerry“ Brady (* 1948 im County Kildare) ist ein früherer irischer Politiker der Fianna Fáil. 

## Leben
Brady versuchte erstmals bei den Wahlen zum Dáil Éireann 1981 einen Sitz im Dáil Éireann im Wahlkreis Kildare zu erringen. Nach den Wahlen im Februar 1982 konnte er dann als Teachta Dála (Abgeordneter) in den Dáil einziehen. Doch den Sitz verlor er bereits durch die Wahlen im November 1982. 
1985 wurde er für Celbridge in den Kildare County Council gewählt und konnte diesen Sitz 1991 bei den Kommunalwahlen verteidigen. Sein Versuch, bei den Wahlen 1987 den Sitz im Dáil zurückzuerobern, scheiterte.
Seine Frau Áine Brady war Teachta Dála für Kildare North nach den Wahlen 2007 und 2011. Mit ihr hatte Gerry vier Kinder.